# アロイス・クリーマ
アロイス・クリーマ（Alois Klíma, 1905年12月21日 - 1980年6月11日）は、チェコ出身の指揮者。

## 経歴
クラトビ生まれ。幼少期からヴァイオリンを弾く祖父に音楽の手ほどきを受ける。1916年から地元のグラマー・スクールに通い、カレル大学に進学するも、音楽への情熱はやみがたく、1931年にプラハ音楽院に入学してヨーゼフ・クルジーチクとヤロスラフ・ルジードキーに作曲、メトド・ドレジルとパヴェル・デデチェクの各氏に指揮法を学んだ。
1936年にコシツェ放送のオーケストラを指揮したのを皮切りに、1938年までオストラバ放送のオーケストラの指揮者を務めた。その後、ブルノ放送で指揮して1939年からプラハ放送交響楽団の指揮者陣に加わり、1952年に同交響楽団の首席指揮者に昇格して1971年までその任に当たった。
1948年からプラハ芸術アカデミーの指揮科で教鞭をとった。
プラハにて死去。

## 註
1. ↑  Dudman, Jane (1982). International Music Guide. Tantivy Press. p. 232. OCLC 650483594
2. ↑  “Alois Klíma”. 2017年4月22日時点のオリジナルよりアーカイブ。2017年4月22日閲覧。

| スタブアイコン | サブスタブ | この項目は、まだ閲覧者の調べものの参照としては役立たない、人物に関連した書きかけの項目です。この項目を加筆・訂正などしてくださる協力者を求めています（P:人物伝/PJ:人物伝）。 |